# كريستيان ماسييل
كريستيان ماسييل (بالإسبانية: Cristhian Maciel)‏ هو لاعب كرة قدم أوروغواياني في مركزي الدفاع والوسط، ولد في 12 فبراير 1992 في مونتيفيديو في الأوروغواي. لعب مع ريفر بليت.

## وصلات خارجية
- كريستيان ماسييل على موقع قاعدة بيانات كرة القدم.إي يو (الإنجليزية)
- كريستيان ماسييل على موقع Soccerway.com (الإنجليزية)